# Molay (Jura)
Pour les articles homonymes, voir Molay.
Molay est une commune française située dans le département du Jura, dans la région culturelle et historique de Franche-Comté et la région administrative Bourgogne-Franche-Comté.
Ses habitants sont nommés les Quétiots.

## Géographie

### Réserve naturelle
La Réserve naturelle nationale de l'Île du Girard, (RNN61), créée en 1982, est partagée entre Molay et les communes de Parcey, Gevry et Rahon.

### Climat
Pour des articles plus généraux, voir Climat de la Bourgogne-Franche-Comté et Climat du département du Jura.
En 2010, le climat de la commune est de type climat des marges montargnardes, selon une étude du Centre national de la recherche scientifique s'appuyant sur une série de données couvrant la période 1971-2000. En 2020, Météo-France publie une typologie des climats de la France métropolitaine dans laquelle la commune est exposée à un climat semi-continental et est dans la région climatique  Bourgogne, vallée de la Saône, caractérisée par un bon ensoleillement (1 900 h/an), un été chaud (18,5 °C), un air sec au printemps et en été et des vents faibles. 
Pour la période 1971-2000, la température annuelle moyenne est de 10,6 °C, avec une amplitude thermique annuelle de 17,4 °C. Le cumul annuel moyen de précipitations est de 922 mm, avec 11,7 jours de précipitations en janvier et 8,2 jours en juillet. Pour la période 1991-2020, la température moyenne annuelle observée sur la station météorologique de Météo-France la plus proche, « Tavaux Sa », sur la commune de Tavaux à 3 km à vol d'oiseau, est de 11,7 °C et le cumul annuel moyen de précipitations est de 868,7 mm. 
La température maximale relevée sur cette station est de 40,1 °C, atteinte le 7 août 2003 ; la température minimale est de −18,2 °C, atteinte le 20 décembre 2009,,. 
Les paramètres climatiques de la commune ont été estimés pour le milieu du siècle (2041-2070) selon différents scénarios d'émission de gaz à effet de serre à partir des nouvelles projections climatiques de référence DRIAS-2020. Ils sont consultables sur un site dédié publié par Météo-France en novembre 2022.

## Urbanisme

### Typologie
Au 1er janvier 2024, Molay est catégorisée commune rurale à habitat dispersé, selon la nouvelle grille communale de densité à sept niveaux définie par l'Insee en 2022.
Elle est située hors unité urbaine. Par ailleurs la commune fait partie de l'aire d'attraction de Dole, dont elle est une commune de la couronne,. Cette aire, qui regroupe 87 communes, est catégorisée dans les aires de 50 000 à moins de 200 000 habitants,.

### Occupation des sols
L'occupation des sols de la commune, telle qu'elle ressort de la base de données européenne d’occupation biophysique des sols Corine Land Cover (CLC), est marquée par l'importance des territoires agricoles (54,1 % en 2018), une proportion identique à celle de 1990 (54,1 %). La répartition détaillée en 2018 est la suivante : 
terres arables (54,1 %), forêts (30,8 %), eaux continentales (9,1 %), zones urbanisées (6 %). L'évolution de l’occupation des sols de la commune et de ses infrastructures peut être observée sur les différentes représentations cartographiques du territoire : la carte de Cassini (XVIIIe siècle), la carte d'état-major (1820-1866) et les cartes ou photos aériennes de l'IGN pour la période actuelle (1950 à aujourd'hui).

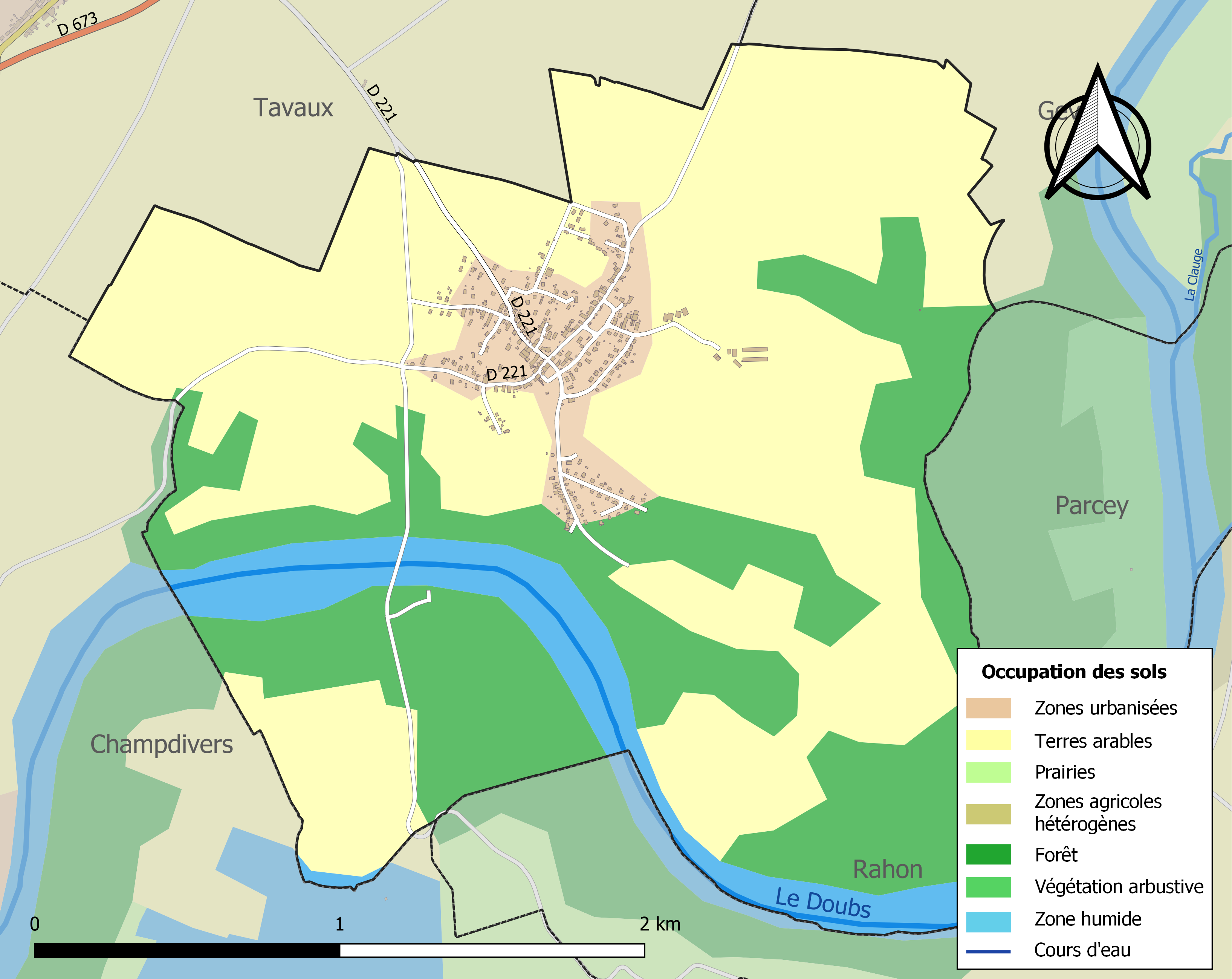
Carte des infrastructures et de l'occupation des sols de la commune en 2018 (CLC).

## Histoire
L'une des principales légendes du village raconte qu'un mystérieux chevalier errant à dos de poney apparaîtrait parfois dans la brume du Doubs.
Des recherches ont montré qu'il s'agirait de Hadrien de Troyes, quatrième du nom, célèbre seigneur du village, mort noyé avec sa monture, alors qu'ils tentaient de traverser la rivière lors de la bataille qui opposa les habitants de Molay à ceux de Port-Aubert, village aujourd'hui disparu.[réf. nécessaire]

## Politique et administration
| Période   | Période  | Identité          | Étiquette | Qualité                                |
| --------- | -------- | ----------------- | --------- | -------------------------------------- |
|           | 2001     | Louis Thiébaud    |           |                                        |
| mars 2001 | 2020     | Patrick Petitjean | DVD       | Président de la Communauté de Communes |
| 2020      | En cours | Gilbert Bongain   |           |                                        |

## Démographie
L'évolution du nombre d'habitants est connue à travers les recensements de la population effectués dans la commune depuis 1793. Pour les communes de moins de 10 000 habitants, une enquête de recensement portant sur toute la population est réalisée tous les cinq ans, les populations de référence des années intermédiaires étant quant à elles estimées par interpolation ou extrapolation. Pour la commune, le premier recensement exhaustif entrant dans le cadre du nouveau dispositif a été réalisé en 2006.

En 2022, la commune comptait 506 habitants, en évolution de +0,8 % par rapport à 2016 (Jura : −0,81 %, France hors Mayotte : +2,11 %).
| 1793 | 1800 | 1806 | 1821 | 1831 | 1836 | 1841 | 1846 | 1851 |
| ---- | ---- | ---- | ---- | ---- | ---- | ---- | ---- | ---- |
| 448  | 368  | 484  | 494  | 436  | 427  | 440  | 421  | 450  |

| 1856 | 1861 | 1866 | 1872 | 1876 | 1881 | 1886 | 1891 | 1896 |
| ---- | ---- | ---- | ---- | ---- | ---- | ---- | ---- | ---- |
| 483  | 489  | 475  | 438  | 420  | 426  | 429  | 403  | 403  |

| 1901 | 1906 | 1911 | 1921 | 1926 | 1931 | 1936 | 1946 | 1954 |
| ---- | ---- | ---- | ---- | ---- | ---- | ---- | ---- | ---- |
| 372  | 334  | 332  | 310  | 278  | 330  | 287  | 343  | 401  |

| 1962 | 1968 | 1975 | 1982 | 1990 | 1999 | 2006 | 2011 | 2016 |
| ---- | ---- | ---- | ---- | ---- | ---- | ---- | ---- | ---- |
| 427  | 412  | 414  | 529  | 525  | 476  | 475  | 510  | 502  |

| 2021 | 2022 | - | - | - | - | - | - | - |
| ---- | ---- | - | - | - | - | - | - | - |
| 506  | 506  | - | - | - | - | - | - | - |

## Lieux et monuments

### Voies
| 26 odonymes recensés à Molay au 20 novembre 2013              | 26 odonymes recensés à Molay au 20 novembre 2013 | 26 odonymes recensés à Molay au 20 novembre 2013 | 26 odonymes recensés à Molay au 20 novembre 2013 | 26 odonymes recensés à Molay au 20 novembre 2013 | 26 odonymes recensés à Molay au 20 novembre 2013 | 26 odonymes recensés à Molay au 20 novembre 2013 | 26 odonymes recensés à Molay au 20 novembre 2013 | 26 odonymes recensés à Molay au 20 novembre 2013 | 26 odonymes recensés à Molay au 20 novembre 2013 | 26 odonymes recensés à Molay au 20 novembre 2013 | 26 odonymes recensés à Molay au 20 novembre 2013 | 26 odonymes recensés à Molay au 20 novembre 2013 | 26 odonymes recensés à Molay au 20 novembre 2013 | 26 odonymes recensés à Molay au 20 novembre 2013 | 26 odonymes recensés à Molay au 20 novembre 2013 |
| Allée                                                         | Avenue                                           | Bld                                              | Chemin                                           | Cours                                            | Impasse                                          | Montée                                           | Passage                                          | Place                                            | Quai                                             | Rd-point                                         | Route                                            | Rue                                              | Ruelle                                           | Autres                                           | Total                                            |
| ------------------------------------------------------------- | ------------------------------------------------ | ------------------------------------------------ | ------------------------------------------------ | ------------------------------------------------ | ------------------------------------------------ | ------------------------------------------------ | ------------------------------------------------ | ------------------------------------------------ | ------------------------------------------------ | ------------------------------------------------ | ------------------------------------------------ | ------------------------------------------------ | ------------------------------------------------ | ------------------------------------------------ | ------------------------------------------------ |
| 0                                                             | 0                                                | 0                                                | 0                                                | 0                                                | 1                                                | 0                                                | 0                                                | 1                                                | 0                                                | 0                                                | 0                                                | 21                                               | 0                                                | 3                                                | 26                                               |
| Notes « N »                                                   |                                                  |                                                  |                                                  |                                                  |                                                  |                                                  |                                                  |                                                  |                                                  |                                                  |                                                  |                                                  |                                                  |                                                  |                                                  |
| Sources : rue-ville.info & OpenStreetMap & FNACA-GAJE du Jura |                                                  |                                                  |                                                  |                                                  |                                                  |                                                  |                                                  |                                                  |                                                  |                                                  |                                                  |                                                  |                                                  |                                                  |                                                  |

### Édifices
L'église du village abrite des statues de l'école bourguignonne.

## Personnalités liées à la commune
- Blanche Maynadier, écrivain.